# Nicky Deuce
Nicky Deuce es una película de televisión emitida en 2013 por el canal infantil Nickelodeon, basado en el libro Nicky Deuse: Welcome to the Family. La película es dirigida por Jonathan A. Rosenbaum y escrita por Art Edler Brown, Andy Callahan, y Douglas Sloan. En Latinoamérica, la película fue estrenada el 10 de octubre de 2013 por Nickelodeon Latinoamérica después de un episodio de Big Time Rush.

## Sinopsis
Cuando los sueños de este erudito nerd de asistir a un campamento de Matemáticas van al sur, sus padres no tienen más remedio que mandarlo para sus días de minivacaciones con su abuela Tutti y su residente tío Frankie. Puede que no sea el mundo confortable, rodeado de árboles en la cual él está acostumbrado, pero no tardará mucho para que este matemático descubra que excede su personalidad protegida.

## Argumento
El adolescente Nicholas Borelli II vive con sus padres en una pequeña ciudad típica de Estados Unidos. Su vida no es muy emocionante, especialmente porque sus padres son dominantes con respecto a los gérmenes y la dieta. Pasará las vacaciones de verano en un campamento de matemáticas, mientras sus padres trabajan en Papúa Nueva Guinea. Sin embargo, el campamento no se lleva a cabo. Al ver dificultades para llevar a Nicholas a Papúa Nueva Guinea, lo envían a pasar el verano en Brooklyn, Nueva York, con su abuela paterna Tutti y su tío Frankie, a quienes nunca conoció.
Primero, Nicholas está abrumado por la vida en la gran ciudad. Además, no se atreve a preguntarle a su tío por su trabajo, ya que su padre lo había persuadido de que se mantuviera alejado de Frankie, ya que no encajaría en la familia. Nicholas encuentra conexión con los adolescentes neoyorquinos Donna y Tommy, quienes lo ayudan a llevarse bien en la metrópoli. Con el tiempo, aumentan las pistas de que Frankie trabaja para la mafia. Cuando Nicholas recibe una llamada telefónica en el teléfono privado de Frankie, acepta un trabajo para cierto Paulie, lo que en realidad lo lleva a un ambiente mafioso. Inspirado en una de sus películas favoritas, se da a sí mismo el nombre de 'Nicky Deuce'. Por casualidad, gana algo de reconocimiento dentro del círculo de gánsteres, lo que le da más órdenes. Nicky también está seguro de que su tío es un mafioso, ya que las órdenes estaban destinadas a él.
Nicky, Donna y Tommy están descubriendo que la pandilla Gangster está engañando a caballo a lo grande al condicionar a sus propios caballos de carreras a través de la hipnosis y lanzarlos como forasteros. A través de una palabra clave, el caballo "cambia" en la carrera, gana la carrera y la banda que rodea a Paulie cobra grandes cantidades de dinero. Tommy también está hipnotizado accidentalmente. Los adolescentes secuestran al caballo de carreras, tras lo cual los mafiosos secuestran a Tutti. Sin embargo, el intento de Nicky y la pandilla de cambiar a Tutti por el caballo de carreras falla. Nicky, Donna, Tommy, Tutti y Frankie, así como los padres de Nicky, están abrumados y atados por los gánsteres. Se las arreglan para liberarse, pero ya no pueden evitar la cría de caballos manipulados.
Cuando Paulie quiere recoger sus ganancias, Frankie revela su verdadera profesión: como investigador encubierto de la policía de Nueva York , fue incluido en la pandilla Gangster para revelar sus maquinaciones criminales; la pandilla es atrapada en flagranti y arrestada. El padre de Nicky ahora ve a Frankie bajo una nueva luz y se reconcilian. Tutti les dice a los padres de Nicky que le permitan tener más emoción en su vida. El grupo asiste a un baile juntos, y Nicky y Donna se besan.

## Elenco
- Noah Munck como Nicholas Borelli ll/Nicky Deuce.
- Christine Prosperi como Donna.
- Steve Schirripa como el tío Frankie.
- Carlo Menstroni como Mr. Borelli

## Recepción
La película obtuvo un total de 1.84 millones de espectadores, convirtiéndose en la peor película original de Nickelodeon en cuanto a audiencias, estrenada el 27 de mayo de 2013.
- Datos: Q14458594